# Рязанцев, Тимофей Кузьмич
Тимофе́й Кузьми́ч Ряза́нцев (1911—1978) — подполковник Советской Армии, участник Великой Отечественной войны, Герой Советского Союза (1945).

## Биография
Тимофей Рязанцев родился 10 июня 1911 года в селе Кирсановка (ныне — Грибановский район Воронежской области). После окончания семи классов школы работал учётчиком. В ноябре 1933 года Рязанцев был призван на службу в Рабоче-крестьянскую Красную Армию. В 1938 году он окончил курсы младших лейтенантов, в 1942 году — курсы усовершенствования командного состава. С сентября 1942 года — на фронтах Великой Отечественной войны. В боях два раза был ранен.
К апрелю 1945 года майор Тимофей Рязанцев командовал дивизионом 208-го гаубичного артиллерийского полка 9-й гаубичной артиллерийской бригады 5-й артиллерийской дивизии прорыва 4-го артиллерийского корпуса прорыва 3-й ударной армии 1-го Белорусского фронта. Отличился во время Берлинской операции. 16 апреля 1945 года дивизион Рязанцева к северу от Кюстрина уничтожил большое количество боевой техники и живой силы противника, что способствовало успешным действиям пехоты. Войдя в пригород Берлина Цеперник, артиллеристы Рязанцева одними из первых приступили к обстрелу немецкой столицы. 22-30 апреля 1945 года дивизион успешно действовал в уличных боях за Берлин.
Указом Президиума Верховного Совета СССР от 31 мая 1945 года за «образцовое выполнение боевых заданий командования на фронте борьбы с немецкими захватчиками и проявленные при этом мужество и героизм» майор Тимофей Рязанцев был удостоен высокого звания Героя Советского Союза с вручением ордена Ленина и медали «Золотая Звезда» за номером 6767.
После окончания войны Рязанцев продолжил службу в Советской Армии. В 1950 году он окончил Высшую офицерскую артиллерийскую школу. В марте 1957 года в звании подполковника Рязанцев был уволен в запас. Проживал и работал сначала в Армавире, затем в Гудауте. Скончался 2 августа 1978 года, похоронен в Гудауте.
Был также награждён тремя орденами Красного Знамени, орденами Александра Невского и Отечественной войны 2-й степени, двумя орденами Красной Звезды и рядом медалей.